# Virginia Jetzt!
Virginia Jetzt! est un groupe allemand d'indie pop, originaire d'Elsterwerda, actif entre 1999 et 2010.

## Histoire
Le groupe se fait connaître grâce à un CD démo qui est diffusé par la station de radio jeunesse berlinoise Fritz. Par la suite, le label Blickpunkt Pop publie l'EP Mein Sein, qui atteint une grande notoriété sur la scène indie pop. Le réalisateur Benjamin Quabeck tourne leur premier clip et continue à le faire pour tous les autres singles du groupe. Virginia Jetzt! trouve rapidement de nombreux fans lors de ses tournées.
Le label Motor Music (appartenant à Universal Music Group) publie en 2003 le premier album Wer hat Angst vor Virginia Jetzt! (en référence à la pièce de théâtre Qui a peur de Virginia Woolf ? d'Edward Albee) ainsi que deux singles. De début mai à début août, le groupe part en tournée à travers l'Allemagne (avec des escapades en Autriche) et participe à des festivals en plus de ses représentations en club. Dès 2004, l'album Anfänger, plus orienté pop, atteint la 17e place du hit-parade allemand des albums. Le single le plus populaire à ce jour, Ein ganzer Sommer, atteint la 28e place.
Après qu'une discussion sur d'éventuelles accusations de nationalisme — déclenchée par le groupe Mia — ait mis en émoi toute la scène musicale allemande en septembre 2003, Virginia Jetzt! est également concerné par ces accusations, étant donné que le groupe entretenait des contacts amicaux avec Mia. et que les groupes avaient également joué ensemble. Ces accusations sont déclenchées par les paroles de Das ist mein Land, meine Menschen, tirées du morceau Liebeslieder, qui avait été publié sur l'album Anfänger. Le groupe rejette toutefois ces accusations avec véhémence, en faisant notamment référence à l'utilisation totalement hors contexte de la citation, qui est elle-même une citation de My Country de Randy Newman.
En 2004, Virginia Jetzt! est invité par l'institut Goethe à se rendre en Russie pendant dix jours pour y donner cinq concerts répartis dans tout le pays. La chanson Himmel über Berlin est interprétée dans la langue du pays.
En 2005, Virginia Jetzt! participe au Bundesvision Song Contest de Stefan Raab pour son pays d'origine, le Brandebourg, et obtient la huitième place avec le titre Wahre Liebe. Le 27 janvier 2007, l'album Land unter sort. En mars 2007 suit la tournée Land Unter Tour dans toute l'Allemagne - quelques concerts ont lieu en Autriche. Durant l'été 2007, on voit Virginia Jetzt! à plusieurs reprises lors de festivals. Il se produit entre autres au Hurricane Festival, au Bochum Total, au Melt et à l'Immergut, et est invité quatre fois à la MDR Jump Arena. Le 12 octobre 2007, le single Einfach die Liebe sort en version numérique.
Après la tournée Land Unter, Virginia Jetzt! commence à travailler sur son dernier album. Pour cette raison, elle ne donne qu'un seul concert en 2008. L'album Blühende Landschaften sort fin août 2009. Il est réalisé en collaboration avec Stefan Zauner de Münchener Freiheit, qui participe en tant que chanteur invité et arrangeur. En mai 2010, le groupe annonce sa dissolution, suivie en octobre de la même année par une tournée d'adieu avec des compagnons de route connus comme Juli, Fettes Brot, Klee ou Madsen. Virginia Jetzt! donne son dernier concert le 22 octobre 2010 au Admiralspalast à Berlin. Parallèlement, le groupe transforme son site web officiel en un album de souvenirs.

## Discographie

### Albums studio
- 2000 : Virginia jetzt! (démo)
- 2001 : Pophymnen
- 2003 : Wer hat Angst vor Virginia Jetzt!
- 2004 : Anfänger
- 2005 : Anfänger Tour Edition
- 2005 : Anfänger Tour d’amour
- 2007 : Land unter
- 2009 : Blühende Landschaften

### Singles et EP
- 2002 : Mein Sein (EP et single)
- 2003 : Von guten Eltern (single)
- 2003 : Dreifach Schön (single)
- 2003 : Weihnachts-CD (EP)
- 2004 : Ein ganzer Sommer (single)
- 2004 : Das ganz normale Leben (single)
- 2005 : Wahre Liebe (single)
- 2006 : Bitte bleib nicht, wenn Du gehst (EP et single)
- 2007 : Mehr als das (single)
- 2007 : Live @ Bochum Total (EP live, numérique)
- 2007 : Einfach die Liebe (single, numérique)
- 2009 : Dieses Ende wird ein Anfang sein (single, numérique)